# Gloster Goldfinch
Gloster Goldfinch là một mẫu máy bay tiêm kích hai tầng cánh của Anh trong thập niên 1920.

## Tính năng kỹ chiến thuật
Dữ liệu lấy từ James 1971, tr. 148
Đặc điểm tổng quát
- Kíp lái: 1
- Chiều dài: 22 ft 3 in (6.7 m)
- Sải cánh: 30 ft 0 in (9.14 m)
- Chiều cao: 10 ft 6 in (3.19 m)
- Diện tích cánh: 274.3 ft2 (25.56 m2)
- Trọng lượng rỗng: 2.058 lb (933 kg)
- Trọng lượng có tải: 3.236 lb (1.467 kg)
- Động cơ: 1 × Bristol Jupiter VIIF, 450 hp (335 kW)

Hiệu suất bay
- Vận tốc cực đại: trên độ cao 10.000 ft (3,048 m) 172 mph (276 km/h)
- Trần bay: 26.960 ft (8.217 m)
- Vận tốc lên cao: Lên độ cao 20.000 ft (6.096 m) 1.250 ft/min (6.35 m/s)

Vũ khí trang bị
- 2× Súng máy Vickerss 0.303 in (7,7 mm)